# 文理情報短期大学
文理情報短期大学（ぶんりじょうほうたんきだいがく、英語: Bunri College）は、埼玉県狭山市柏原新田下河原311-1に本部を置いていた日本の私立大学である。1988年に設置され、2001年に廃止された。

## 概要

### 大学全体
- 埼玉県狭山市に所在した日本の私立短期大学で、設置主体は学校法人西武文理学園。
- 学科数1、入学定員150名[2]体制で1988年に開学。学科数の増減はないものの、入学定員増あり。
- 1998年度の入学生を最後に[注釈 1]、2001年に短期大学としての使命を終える[5]。

### 教育および研究
- 文理情報短期大学には経営情報学科（全国で二番目）が設けられており、主に情報処理技術者として必要な科目を学ぶ「情報コース」と、ビジネス運営の基本的な法制度や会計処理などの手法を学ぶ「経営コース」からなっていた。
- カナダでの海外留学・研修が行われていた[6]。

### 学風および特色
- 文理情報短期大学は国際化、情報化社会のニーズに対応し得るグローバルな視野をもった実践型人間の育成が教育の目的とされていた。
- 設置当初より男女共学だったが、初期は女子学生の割合の方が圧倒的に高かった。

## 沿革
- 1986年
  - 10月 翌々年の開設を予定とする[7]。
- 1987年
  - 12月23日 左記を以て文部省[注 2]より短期大学の設置が認可される[8]。
- 1988年
  - 4月1日 文理情報短期大学が以下の学科体制にて開学。
    - 経営情報学科 入学定員150名

  - 5月1日 学生数[9]/定員
    - 経営情報学科 171[注 3]/150
- 1991年
  - 4月1日 入学定員150[10]→220[11]に増員[12]。
  - 5月1日 学生数/定員
    - 経営情報学科 451[注 4][13]/370
- 1998年
  - 4月1日 学生募集が最後となる[注釈 1]。
  - 5月1日 学生数[14]/定員
    - 経営情報学科 435[注 5]/440
- 1999年
  - 5月1日 学生数[15]/定員
    - 経営情報学科 221[注 6]/220
- 2001年
  - 3月30日 左記を以て正式に廃止[5]。

## 基礎データ

### 所在地
- 埼玉県狭山市柏原新田下河原311-1

## 教育および研究

### 学科
- 経営情報学科 入学定員220名[注 7]

### 取得資格について
- 卒業と同時に取得できる資格･免許状の課程は特に設けられていなかったが、英語検定・簿記検定二級・秘書技能検定･情報処理技術者資格など民間資格の取得を奨励していた[17][6]。

### 研究
- 『文理情報短期大学研究紀要』[18]

### 大学関係者一覧
歴代学長
- 佐藤英樹

## 対外関係

### 系列校
- 西武学園文理中学校・高等学校
- 西武調理師専門学校

### 他大学との協定
- 放送大学[19]